# Григурко, Иван Сергеевич
Иван Сергеевич Григурко (укр. Іван Сергійович Григурко; 25 февраля 1942 — 21 августа 1982) — украинский советский прозаик, публицист, журналист, член Союза писателей Украины.

## Биография
Сын колхозника, погибшего на фронте в годы Великой Отечественной войны. Мать умерла, когда ему исполнилось 3 года. Воспитывался в детском доме. В 1958 году окончил Одесский финансово-кредитный техникум. Служил в Советской армии.
До 1969 обучался на филологическом факультете Одесского университета. Затем работал в редакциях херсонских газет, в 1976 переехал в Николаев, где продолжил работу в областной комсомольской газете «Ленінське плам’я».
Ушел из жизни в 1982 году. Похоронен на городском кладбище Николаева.

## Творчество
Литературным творчеством начал заниматься во время службы в армии. Его первая небольшая повесть «Роса» была напечатана в комсомольском журнале «Днипро» в 1970 году. За ней последовал роман «Канал», который принес молодому писателю звание лауреата Республиканской премии им. Николая Островского, широкую популярность не только на Украине, но и за её пределами. Произведение было переведено на русский, немецкий, болгарский и другие иностранные языки, а также экранизирован. Книга рассказывала о молодежи, которая самоотверженно работает на сооружении оросительного канала в палящем южной степи.
Руководитель Союза писателей Украины П. Загребельный напечатал большую статью в «Литературной Украине», которая называлась «Григурко открывает двери» и назвал Ивана «надеждой украинской прозы».
Умер от неизлечимой болезни в самом расцвете своего таланта

## Избранные произведения
- «Роса» (1969)
- «Гавертій» (1971)
- «Пути́на»
- «Канал» (1974) (экранизирован в 1975 г. режиссёром В. Бортко)
- «Далекі села» (1978),
- «Ватерлінія» (1982),
- «Червона риба» (опубл. в 1984) и др.